# Werner Kanitz
Werner Kanitz (* 24. Oktober 1944 in Bernau bei Berlin; † 13. April 1996) war ein deutscher Schauspieler.

## Leben und Werk
Werner Kanitz war nach einer Ausbildung zum Maler und Autolackierer zunächst als Theatermaler und Bühnenarbeiter in Frankfurt (Oder) und Parchim tätig. In Parchim übernahm er erste Bühnenrollen. 1966 begann er ein Studium in Potsdam-Babelsberg. Eine erste kleine Filmrolle spielte Kanitz noch im ersten Studienjahr in Jahrgang 45 unter Regie von Jürgen Böttcher. Der Film wurde verboten und konnte erst 1990 erstmals aufgeführt werden. Während des Studiums war Kanitz zudem in der Hauptrolle des David Balfour im DEFA-Abenteuerfilm Schüsse unterm Galgen von Horst Seemann zu sehen.
Im Laufe der 1970er und 1980er Jahre wirkte Kanitz zumeist in kleinen Rollen in diversen DEFA- und Fernsehproduktionen mit, darunter in Osceola, Apachen, Lotte in Weimar, Bürgschaft für ein Jahr und Fallada – Letztes Kapitel. Theaterengagements führten ihn u. a. nach Nordhausen, Lutherstadt-Wittenberg, Annaberg-Buchholz und Stendal.
Anfang der 1990er Jahre mimte Kanitz den bösen Adoptivvater Erwin Becker in der RTL-Seifenoper Gute Zeiten, schlechte Zeiten. Zudem war er vielfach als Synchronsprecher zu hören. Kanitz war u. a. die deutsche Stimme von Eric Fleming in der ProSieben-Sychnronfassung der Western-Serie Tausend Meilen Staub.

## Filmografie
- 1966: Jahrgang 45
- 1967: Geschichten jener Nacht (Episode 3)
- 1968: Schüsse unterm Galgen
- 1971: Osceola
- 1971: Der Sonne Glut
- 1971: Salut Germain
- 1973: Apachen
- 1974: Lotte in Weimar
- 1974: Visa für Ocantros
- 1975: Die unheilige Sophia
- 1981: Adel im Untergang
- 1981: Bürgschaft für ein Jahr
- 1982: Rächer, Retter und Rapiere (TV-Reihe)
- 1983: Der Scout
- 1983: Alfons Köhler (Fernsehfilm)
- 1984: Front ohne Gnade (TV-Serie)
- 1984: Der Staatsanwalt hat das Wort: Versuchung (TV-Reihe)
- 1985: Außenseiter (TV)
- 1986: Polizeiruf 110: Parkplatz der Liebe (TV-Reihe)
- 1987: Der Staatsanwalt hat das Wort: Leben auf Vorschuss (TV-Reihe)
- 1987: Sansibar oder Der letzte Grund
- 1987: Stielke, Heinz, fünfzehn…
- 1988: Fallada – Letztes Kapitel
- 1990: Polizeiruf 110: Tod durch elektrischen Strom (TV-Reihe)
- 1990: Der Eindringling
- 1991: Polizeiruf 110: Zerstörte Hoffnung (TV-Reihe)
- 1992: Gute Zeiten, schlechte Zeiten (Seifenoper)